# Helén Eke
Helén Eke , född 2 mars 1991, är en svensk fotbollsspelare som spelar för IK Uppsala Fotboll i Damallsvenskan. Hon har ett SM-guld från 2012 med Tyresö FF. Hennes moderklubb är Hanvikens SK/Tyresö FF.
Eke hade kontrakt med Tyresö FF 2009-2012 men var 2011 utlånad till Hammarby IF. Året efter var hon tillbaka i Tyresö FF och var med att ta SM-guld. Även det året var hon utlånad, denna gång en kortare period till Åland United. Eke spelade en säsong i Örebro och skrev 2014 kontrakt med Hammarby IF.